# Ічило
Ічило (ісп. Ichilo) — одна з п'ятнадцяти провінцій департаменту Санта-Крус у Болівії, розташована в північно-західній частині департаменту. Вона була створена указом від 8 квітня 1926 року і названа на честь річки Ічило, яка формує західний кордон провінції.

## Розташування
Провінція Ічило розташована у низинній частині Болівії між 15°48' і 18°00' південної широти та 63°27' і 64°50' західної довготи. Вона простягається на 350 км із північного заходу на південний схід на до 110 км із південного заходу на північний схід. Площа провінції становить 14 232 км², що становить приблизно 3,8 % від загальної території департаменту Санта-Крус.
Провінція розташована на Болівійській низовині та межує з департаментом Бені на півночі, департаментом Кочабамба на заході, провінцією Мануель-Марія-Кабальєро на південному заході, провінцією Флорида на півдні, провінцією Андрес-Ібаньєс на південному сході, провінцією Сара на сході та провінцією Нуфло-де-Чавес на північному сході.

## Рельєф і клімат
Провінція має середню висоту 386 м над рівнем моря. Клімат вологий і субтропічний, із середньою річною температурою 24,3 °C і опадами 2563 мм на рік. Східна частина провінції — це рівнини, а західна перетинається низькими гірськими хребтами, зокрема частиною хребта Амборо. У регіоні протікають річки Ічило та Япакані, які є судноплавними.

## Населення
За даними перепису 2024 року, населення провінції становить 100 473 особи. За останні десятиліття населення зросло приблизно на 80 % (у 1992 році — 49 484 особи, у 2001 році — 70 444 особи, у 2005 році — 81 118 особа, у 2012 році — 92 721 особа).
- Демографія: 47,8 % населення молодші за 15 років (дані 1992 року). Рівень грамотності становить 94,6 % (2012). 96,1 % населення розмовляють іспанською, 40,7 % — кечуа, 1,9 % — аймара, 0,6 % — гуарані (1992).
- Інфраструктура: У 1992 році 67,1 % населення не мали доступу до електрики, а 46,6 % — до санітарних умов.
- Релігія: 81,3 % населення — католики, 15,1 % — протестанти (1992).

## Основні населенні пункти
- Буена-Віста: Столиця провінції, заснована 26 листопада 1694 року як єзуїтська місія. Має 14 362 жителі[3](2012).
- Япакані: Найбільший муніципалітет із населенням 37 527 осіб (2012).
- Сан-Карлос: 29 229 жителів (2012).
- Санта-Фе-де-Япакані: 7 736 жителів (2008).
- Сан-Хуан-де-Япакані: 9 131 житель (2001).

## Адміністративний поділ
Провінція поділена на чотири муніципалітети:
1. Буена-Віста 2047 км 2 (столиця провінції, 14 362 жителі у 2012 році)[4].
2. Сан-Карлос 3 998 км 2 (29 229 жителів у 2012 році)[5].
3. Япакані 8 187 км 2 (37 527 жителів у 2012 році)[6].
4. Сан-Хуан-де-Япакані (9 131 житель у 2001 році)[7].

## Промисловість
Основним сільськогосподарським товаром провінції є рис, на який припадає 50 % виробництва департаменту Санта-Крус. Також вирощують какао-боби, а регіон відомий лісозаготівлею. Є поклади нафти й газу, зокрема в районі Каранда та свердловина Бокерон Норте (збудована у 2015 році).